# Сакс, Юлиус фон
Юлиус фон Сакс (нем. Julius von Sachs или нем. Julius Sachs, или нем. Ferdinand Gustav Julius von Sachs, 2 октября 1832 — 29 мая 1897) — немецкий биолог, ботаник, профессор ботаники.

## Биография
Юлиус фон Сакс родился 2 октября 1832 года.
В раннем возрасте Сакс проявил интерес к естествознанию. После окончания школы он стал в 1851 году частным помощником физиолога Яна Эвангелиста Пуркине в Праге. В 1856 году Сакс получил степень доктора философии, а затем начал свою ботаническую карьеру, став приват-доцентом физиологии растений в Пражском университете.
Юлиус фон Сакс умер 29 мая 1897 года.

## Научная деятельность
Юлиус фон Сакс специализировался на семенных растениях.

## Избранные научные работы
- 1859: Physiologische Untersuchungen über die Keimung der Schminkbohne (Phaseolus multiflorus).
- 1859: Ueber das abwechselnde Erbleichen und Dunkelwerden der Blätter bei wechselnder Beleuchtung.
- 1862: Ueber das Vergeilen der Pflanzen.
- 1863: Ueber den Einfluss des Tageslichtes auf die Neubildung unt Entfaltung verschiedener Pflanzenorgane.
- 1865: Handbuch der Experimentalphysiologie der Pflanzen.
- 1868: Lehrbuch der Botanik.
- 1871—1872: Die Geschichte der Botanik vom 16. Jahrhundert bis 1860.
- 1875: Geschichte der Botanik vom 16. Jahrhundert bis 1860. — München: Oldenbourg, 1875[8].
- 1882: Die Vorlesungen über Pflanzenphysiologie.
- 1892: Gesammelte Abhandlungen über Pflanzenphysiologie.
- 1894: Mechanomorphosen und Phylogenie.
- 1896: Phylogenetische Aphorismen und ueber innere Gestaltungsursachen oder Automorphosen.

## Почести
В 1866 году немецкий ботаник Август Гризебах назвал в честь Юлиуса фон Сакса род цветковых растений Sachsia (Саксия) семейства Астровые (Сложноцветные).